# Erik Refner
Erik Refner (* 1971 v Kodani) je dánský fotograf. Je držitelem World Press Photo of the Year za rok 2001. Získal také řadu dalších profesionálních ocenění, včetně Visa d'Or News v Perpinganu v roce 2001 a dvakrát vyhrál Award of Excellence za fotografii roku v roce 2002 a podruhé v roce 2003. Od roku 2002 pracoval pro dánské noviny Berlingske Tidende.

## Životopis
Narodil se v roce 1971 v Kodani. Působil jako seržant v dánské armádě, byl členem dánského národního pětiboje a sedm let pracoval jako model. Fotografii se začal věnovat, když fotograf, pro kterého stál modelem, potřeboval pomocníka. V roce 1998 byl přijat na dánskou žurnalistickou školu, kterou ukončil v roce 2002. V roce 2003 se zúčastnil mistrovského kurzu Joop Swart World Press Photo. Jako fotograf získal řadu profesionálních vyznamenání, včetně pěti ocenění World Press Photo, včetně titulu Fotografie roku 2002. Když získal toto vyznamenání, byl stále student. Mezi jeho mezinárodní uznání patří také Visa d’or a ocenění od POYi a NPPA. V Dánsku, byl jmenován fotografem roku 2003 a v roce 2009 získal prestižní Cavlingovu cenu. Jeho rané dílo se zaměřilo na válečné zóny jako Dárfúr, Konžská demokratická republika, Západní břeh, Afghánistán a Irák. Jeho fotožurnalistická práce byla publikována mimo jiné v časopisech Time, Newsweek, New York Times Magazine, Esquire, Elle a Marie Claire.
Mezi jeho komerční klienty patří Replay, Coca Cola nebo Nike.